# Arne Duncan
Arne Duncan (ur. 6 listopada 1964 w Chicago, Illinois, USA) – amerykański polityk, od 20 stycznia 2009 do 1 stycznia 2016 sekretarz edukacji Stanów Zjednoczonych w gabinecie Baracka Obamy.